# 西科拉島
西科拉島（羅馬化：Sikora）是俄羅斯的島嶼，位於喀拉海的東南部，屬於諾登舍爾德群島的一部分，由克拉斯諾亞爾斯克邊疆區負責管轄，長350米，受北極氣候影響。